# Willem Winkels
Willem Eduard Herman Winkels (Amsterdam, 24 mei 1818 – Paramaribo, juli 1893) is een Nederlands schrijver en tekenaar, die werkzaam was in Suriname.
W.E.H. Winkels werd geboren te Amsterdam en ging in 1839 naar Suriname waar hij ook overleden is. Hij was van 1840 tot 1844 werkzaam als blankofficier (blanke plantage-opzichter) op de katoenplantage Badenstein aan de Warappakreek. Daarna was hij onder andere uitbater van een zaak die een leesbibliotheek, boekhandel, boekbinderij en algemeen magazijn omvatte. 
Al spoedig na zijn aankomst in de kolonie begon hij te tekenen en te schilderen: het Surinaamse landschap en het plantage- en stadsleven. Voorts was hij schrijver. Hij voorzag zijn prenten van uitvoerige teksten, en publiceerde van 1857 tot 1861 prozastukken in het Surinaamsch Weekblad.
In 1840 verscheen De toover-lantaarn van Mr. Furet, een boek met 18 satirische tekeningen met beschrijvingen van het leven van een plantage-opzichter. Ter gelegenheid van het 65-jarig bestaan van het Surinaams Museum verscheen een cassette met een herdruk van de oorspronkelijke uitgave, een jeugduitgave en een essay van Hilde Neus.
Winkels schreef een brochure, Slavernij en emancipatie: eene beschouwing van den toestand der slavernij in Suriname (1856). Een onuitgegeven manuscript van 521 pagina's, De Kolonie Suriname: indrukken en schetsen, bevindt zich in het Surinaams Museum, dateert van 1885-1892 en geeft een uitvoerige beschrijving van Suriname in de 19de eeuw. Hij schreef voorts Laasoth of de mensach stoffelijk en geestelijk beschouwd, maar dit werk is waarschijnlijk nooit in druk verschenen.

## Over W.E.H. Winkels
- Jan Voorhoeve, W.E.H. Winkels: blankof'cier met palet en papier. De Surinamica van het Surinaams Museum. III. 's Gravenhage: Martinus Nijhoff, [1963]. (Mededeling Surinaams Museum, 6.) Overdruk uit: Nieuwe West-Indische Gids, 42 (1963), pp. 269–288. Deels herdrukt in: Mededelingen van het Surinaams Museum, nr. 53, juni 1994, pp. 14–18.
- Clazien Medendorp, 'Licht en luimen, of W.E.H. Winkels, tekenaar in Suriname in de 19e eeuw.' In: Mededelingen van het Surinaams Museum, nr. 53, juni 1994, pp. 3–13.
- Michiel van Kempen, Een geschiedenis van de Surinaamse literatuur. Breda: De Geus, 2003, dl I, pp. 367–370.